# Puente Ada
El puente Ada o puente Sava es un puente atirantado sobre el río Sava en Belgrado, Serbia. El puente se extiende sobre la isla Ada Ciganlija. La construcción comenzó en 2008 y fue inaugurado el 1 de enero de 2012. El puente descongestiona de forma significativa el tráfico que pasa por el centro de la ciudad y por el antiguo Puente Gazela. Este nuevo puente es parte del nuevo anillo, que también se usará para la tercera línea de metro de la ciudad, conectando los alrededores de Novi Beograd con el centro. Se calcula que el proyecto costó aprox. 160 millones de euros. La torre principal del puente mide 202 metros de altura.